# NGC 6820
NGC 6820 is een emissienevel in het sterrenbeeld Vosje. Het hemelobject werd op 7 augustus 1864 ontdekt door de Duitse astronoom Albert Marth.

## Synoniemen
- IRAS 19403+2258